# Phytala nigrescens
Phytala nigrescens är en fjärilsart som beskrevs av Jackson 1964. Phytala nigrescens ingår i släktet Phytala och familjen juvelvingar. Inga underarter finns listade i Catalogue of Life.